# Воден варан на Мертенс
Водните варани на Мертенс (Varanus mertensi) са вид влечуги от семейство Варанови (Varanidae).
Разпространени са в северните части на Австралия.
Таксонът е описан за пръв път от австралийския палеонтолог Лудвиг Глауерт през 1951 година.